# Stazione di Verdura
La stazione di Verdura è stata una stazione ferroviaria posta lungo la ex linea ferroviaria a scartamento ridotto Castelvetrano-Porto Empedocle chiusa nel 1986.

## Storia
La stazione venne inaugurata nel  Il 2 luglio 1923 insieme al tratto Ribera–Sciacca.

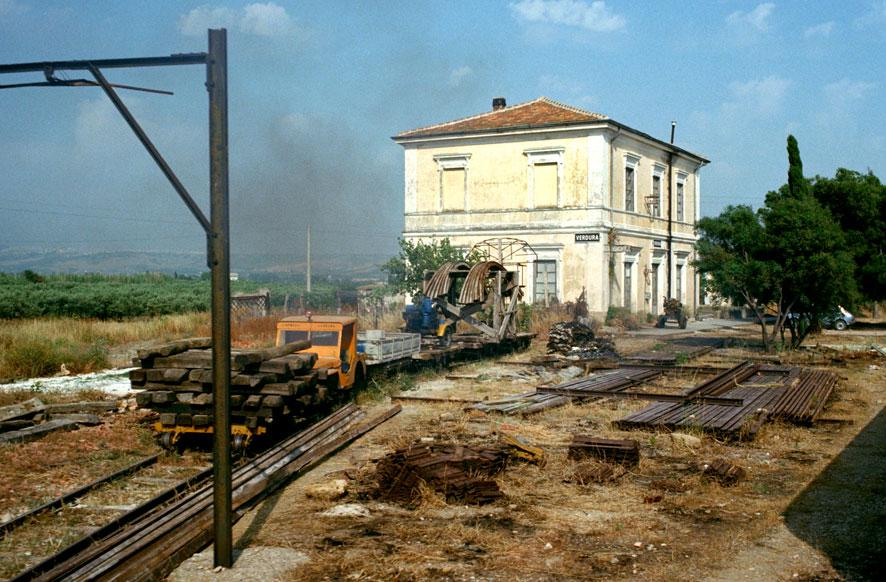
Mezzi da cantiere e materiali per lavori di linea

La stazione nel progetto originario avrebbe dovuto avere il nome di Bivio Sciacca, ed essere di diramazione per la progettata linea ferroviaria per Burgio, che collegandosi alla linea Castelvetrano-San Carlo-Burgio avrebbe costituito una linea circolare, che  da Castelvetrano andando verso San Carlo, Burgio, Sant'Anna di Caltabellotta, Villafranca e Bivio Sciacca sarebbe tornata a Castelvetrano via Sciacca e Menfi, e si collegasse a sua volta nella stazione di San Carlo alle località servite dalla linea per Palermo Sant'Erasmo, che con il medesimo scartamento avrebbe consentito l’interscambio dei carri merci, ma tale progetto venne accantonato quando fu evidente l’inadeguatezza delle ferrovie a scartamento ridotto.
Nel 1986 la stazione cessò il suo funzionamento insieme alla tratta Sciacca-Ribera.
Nel 2009 il fabbricato viaggiatori è stato restaurato e fa ora parte di un golf resort ed è l'unico edificio ferroviario della linea che non è almeno parzialmente in rovina.

## Strutture e impianti
La stazione era composta da un fabbricato viaggiatori un magazzino merci e da due binari più un tronchino.

## Galleria d'immagini
La stazione nel 1979

Serbatoio dell'acqua
Serbatoi e colonnina rifornimento dell'acqua